# António Areal
António Santiago Gonçalves Areal e Silva (Porto, 1934 — Lisboa, 1978) foi um artista plástico e pintor português.
Com uma obra e uma vida relativamente curtas, António Areal destaca-se no panorama da arte portuguesa da segunda metade do século XX como figura charneira na transição do surrealismo ortodoxo para o gestualismo e, depois, para um novo tipo de figuração em ligação crítica com a arte Pop e o Nouveau réalisme. É o pai da artista plástica Sofia Areal e avô do também artista plástico Martim Brion.    

## Biografia

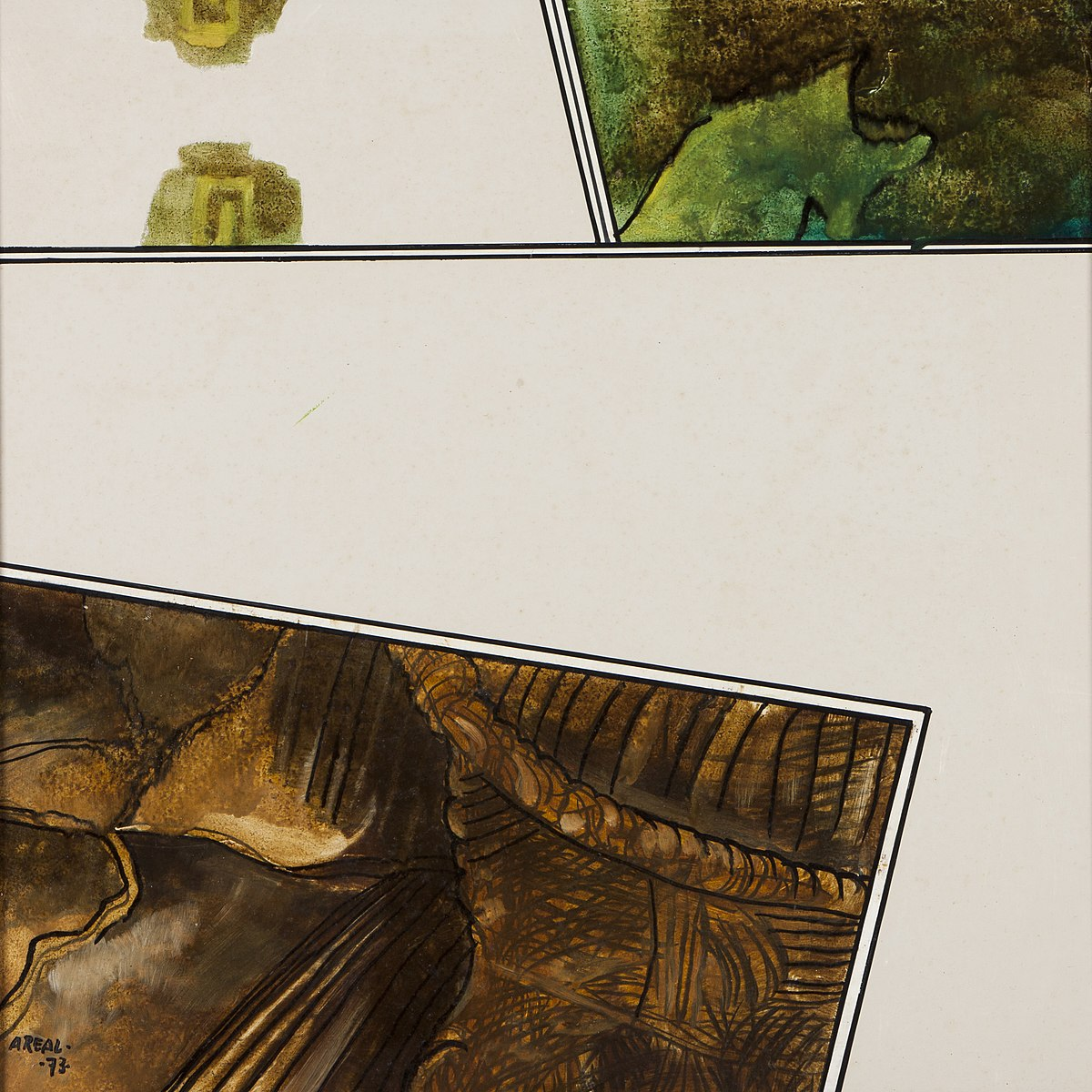
Sem título (1973)

Desde pequeno sofre de grave insuficiência cardíaca, o que irá condicionar toda a sua vida, limitando as suas capacidades físicas. Areal não conclui o ensino secundário nem realiza qualquer preparação artística especializada. A sua formação autodidata fica marcada por interesses literários e filosóficos, influenciando o modo como a sua carreira como artista plástico se desenrolará em paralelo com um longo e diversificado trabalho de reflexão teórica.
Em 1954 participa em exposições coletivas e em 1956 expõe individualmente pela primeira vez. Em 1957, quando conta apenas 23 anos de idade, é-lhe atribuído o prémio de desenho na I Exposição de Artes Plásticas da Fundação Calouste Gulbenkian, Lisboa. Na sequência desta distinção, em 1960 recebe uma bolsa de estudo, partindo no ano seguinte para S. Paulo, onde reside até 1962. O ano de 1964 marca uma intensificação da sua atividade artística. Em 1965 recebe o Prémio de Pintura da Casa da Imprensa e em 1967 é um dos representantes de Portugal na IX Bienal de S. Paulo. No ano seguinte recebe o Prémio de Desenho no 3º Salão Nacional de Arte Moderna, organizado pelo SNI.
No início da década de 1970 António Areal realiza diversas mostras individuais, mas a sua intervenção pública irá abrandar progressivamente, devido ao desequilíbrio da sua vida familiar e agravamento do estado de saúde. Morre em 1978 na sequência "de uma agressão realizada em circunstâncias nunca perfeitamente esclarecidas".
Em 1990 foram realizadas exposições retrospetivas da sua obra no Centro Arte Moderna, Fundação Calouste Gulbenkian, Lisboa, e na Fundação de Serralves, Porto. Entre as várias obras em exposição, destaca-se a obra Sem título, 1973, óleo e esmalte sobre platex, que ainda em 1996 esteve  presente na Galeria Neupergama na exposição 3 Mestres (António Areal, Mário Cesariny, Álvaro Lapa)

## Obra Plástica

Homenagem a Fernão Mendes Pinto (c. 1957)

Apesar de a carreira de Areal não ter sido muito longa – pouco mais de duas décadas –, a sua obra é rica e diversificada, estabelecendo, a nível plástico e teórico, um diálogo particularmente lúcido e produtivo com a arte do seu tempo. Não poderemos inscrevê-la num movimento específico, mas é possível "ligar o seu percurso ao desenvolvimento de correntes artísticas internacionais bem determinadas e explicar as suas atitudes em função dos condicionalismos do meio nacional"; é particularmente relevante, desde o início, a sua ligação ao universo surrealista e encontraremos, "em todas as suas fases, exemplos das derivações ou ultrapassagens dos pressupostos imagéticos e principalmente metodológicos do surrealismo histórico" .

O Colecionador de Belas-Artes - O Colecionador do 1º dia (1970)

Na fase inicial esta relação é manifesta em obras como Homenagem a Fernão Mendes Pinto, onde a paisagem, desolada e fantasmática, é omnipresente. Nestes espaços abertos desabitados, "pontuados de escarpas descarnadas e agressivas, transfigurados por sombras", "o tempo é um tempo para além da história, simultaneamente passado e futuro, como se vivêssemos as ruinas de um tempo de ficção". 
No início da década de 1960 vê-lo-emos aproximar-se das tendências gestuais, francesas ou norte-americanas, "mas a recusa da pura abstração fê-lo retomar, ainda na primeira metade de 60, um cruzamento de soluções figurativas e abstratas nacionalmente conotado com a «nova figuração» e internacionalmente ligado a movimentos que têm componentes neo-dada, como sejam a Pop Art anglo-saxónica e o «Nouveau realisme» francês" . 
É dentro deste quadro de referências que irão desenvolver-se as fases posteriores da sua obra.
Em 1964 Areal expande o seu campo de ação. Realiza obras de pequeno formato utilizando formas paralelepipédicas, e caixas onde inscreve assemblages de objetos heteróclitos; sobre essas construções tridimensionais pinta formas enigmáticas, contornadas a negro, em diálogo com zonas de cor plana e elementos geométricos circulares. Esse vocabulário renovado estende-se à pintura, que adquire um maior rigor de execução e onde veremos inscrever-se idênticas formas circulares concêntricas (alvos), caixas, paralelepípedos, que agora contracenam com referências figurativas explícitas – silhuetas humanas e objetos –, numa fusão que o próprio Areal denominará "figuração abstrata" . 
Este período inclui obras de grande relevo como Mês de Marte, 1966, ou a  série onde a evocação irónica e desconcertante da banda desenhada lhe serve para contar A história dramática de um ovo, 1967 (coleção do CAM, Fundação Calouste Gulbenkian, Lisboa).

Mês de Marte (1966)

Este processo de construção da imagem irá complexificar-se do ponto de vista formal e narrativo, conduzindo às pinturas da década final. Em O Colecionador de Belas-Artes, 1970, a dimensão figurativa e o recurso à citação (já ensaiada em obras anteriores) adquirem maior peso: "Os catorze quadros desta série […] encerram um vasto e variadíssimo repositório de obras do passado e de obras contemporâneas […]. António Areal transige com a representação das obras conhecidas […], caracterizando alguns dos seus aspetos fundamentais e ironizando o seu conteúdo estético imediato. As confrontações são constantes" .
O jogo adensa-se nos anos seguintes com o regresso de formas surrealizantes que insere num universo pictórico ambíguo e denso, onde compatibiliza pulsões contrárias, "à beira do abismo abstrato, geométrico hard-edge, à beira do abismo orgânico e visceral" .
Figura de relevo no panorama da arte portuguesa da segunda metade do século XX, António Areal foi, segundo João Pinharanda, "o melhor desenhador e gravador do período de ultrapassagem do surrealismo ortodoxo para a libertação temática e gestual nele contida; foi sem dúvida o primeiro e o melhor gestualista; provocou uma revolução […] na escultura nacional ao assumir a dimensão neo-dada em 1964; […] rompeu o círculo vicioso da polémica surrealismo/neorrealismo ao iniciar, em ligação crítica com a Pop e o «nouveau realisme»,  a sua produção neo-figurativa" .

## Galeria

Homenagem a Fernão Mendes Pinto (1957)
Mês de Marte (1966)
O colecionador do primeiro dia (1970)
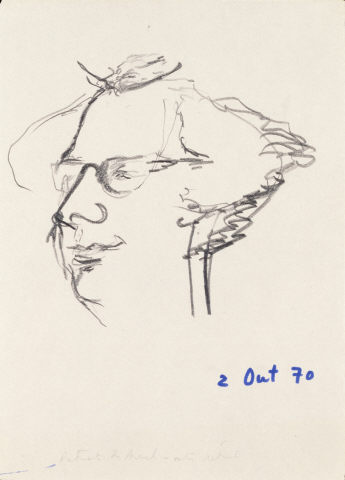
Auto-retrato (1970)
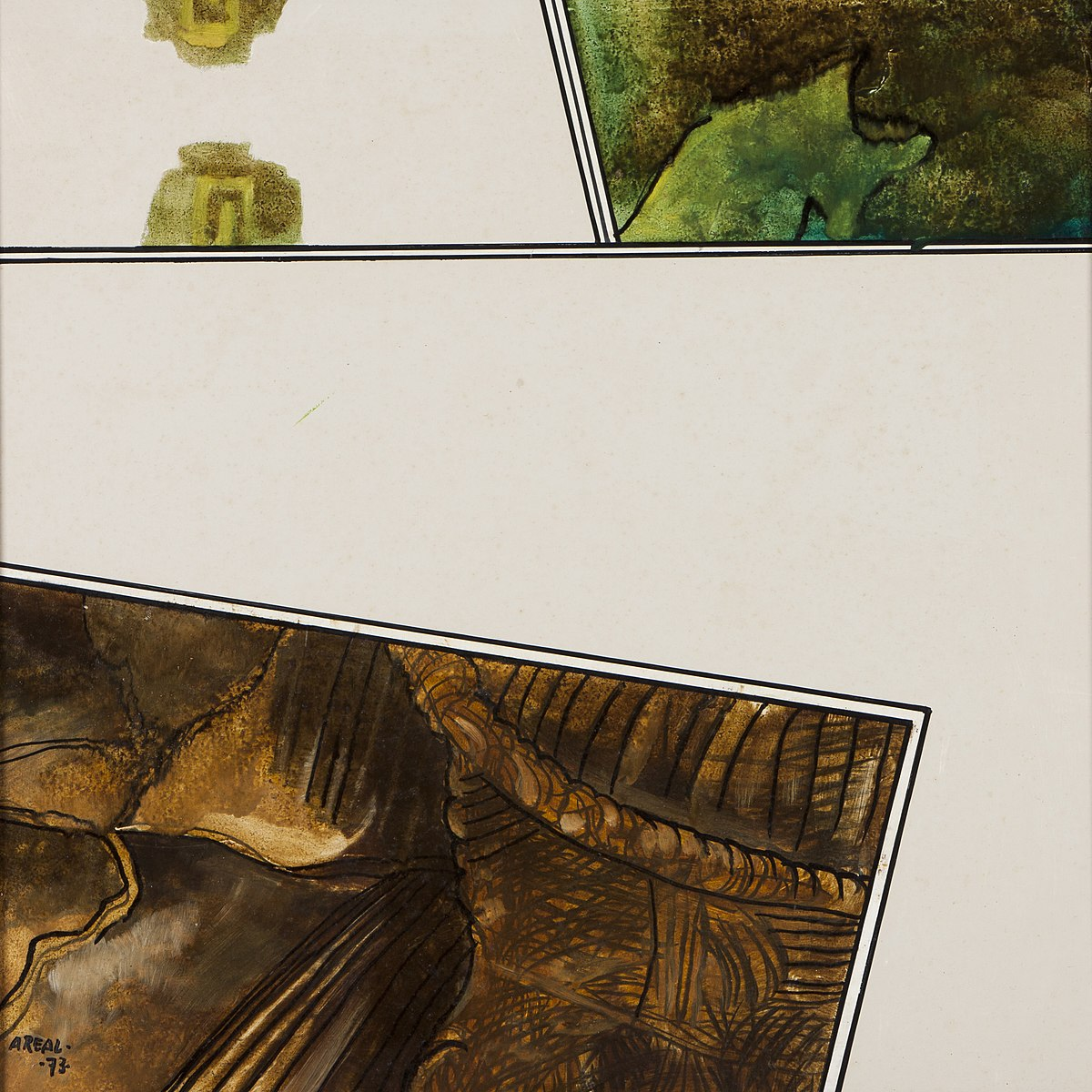
Sem título (1973)

## Algumas Exposições
- 1955 e 1956 – Exposição Geral das Artes Plásticas, SNBA, Lisboa.
- 1956 – Exposição Artistas de Hoje; 1ª Exposição de colagens Galeria Pórtico.
- 1957 – 1ª Exposição de Artes Plásticas, Fundação Calouste Gulbenkian, Lisboa.
- 1958 – 1º Salão de Arte moderna, SNBA, Lisboa.
- 1959 – Exposicion de Grabados Portugais Contemporâneos, Madrid; Participação na exposição Bianco e Nero, Lugano; Salon de Jeune Gravure, Paris.
- 1960 –  II Salão Arte moderna, SNBA, Lisboa.
- 1962 – Exposição individual de desenho e gravura, Galeria de Arte S. Luiz, S. Paulo.
- 1967 – Participa na IX Bienal, S. Paulo, Brasil; Exposição no SNI “História dramática de um ovo”.
- 1968 – Exposição na Cooperativa Árvore, Porto.
- 1969 – Exposição individual, Galeria de São Mamede, Lisboa; Exposição na Galeria Alvarez.
- 1970 – Galeria Buchholz, Lisboa.
- 1971 – Exposição individual, Galeria de São Mamede, Lisboa.
- 1972 – Exposição individual, Galeria de São Mamede, Lisboa.
- 1974 – Exposição da AICA em Lisboa;
- 1990 – Exposição retrospetiva, Fundação de Serralves, Porto; Centro Arte Moderna, Fundação C. Gulbenkian, Lisboa.